# Álex Abrines
Alejandro „Álex” Abrines Redondo (ur. 1 sierpnia 1993 w Palma de Mallorca) – hiszpański koszykarz, występujący na pozycjach rzucającego obrońcy oraz niskiego skrzydłowego, obecnie zawodnik FC Barcelony.
23 lipca 2016 podpisał umowę z Oklahoma City Thunder. 9 lutego 2019 został zwolniony. 4 lipca zawarł po raz kolejny w karierze kontrakt z FC Barceloną.

## Osiągnięcia
Stan na 14 września 2023, na podstawie, o ile nie zaznaczono inaczej.

### NBA
- Uczestnik Rising Stars Challenge (2017)[7]

### Drużynowe
- Mistrz:
  - Hiszpanii (2014, 2021)
  - Katalonii (2012–2015, 2019)
- Wicemistrz:
  - Euroligi (2021)
  - Hiszpanii (2013, 2015, 2016, 2020)
  - Katalonii (2020, 2021)
- Zdobywca:
  - Pucharu Hiszpanii (2013, 2021)
  - Superpucharu Hiszpanii (2015)
- 3. miejsce w Eurolidze (2014)
- 4. miejsce w Eurolidze (2013)
- Finalista:
  - Pucharu Hiszpanii (2014, 2015)
  - Superpucharu Hiszpanii (2012, 2013, 2014, 2021)

### Indywidualne
- MVP finałów mistrzostw Katalonii (2013)
- Wschodząca Gwiazda Euroligi (2016)
- Zaliczony do I składu najlepszych młodych zawodników ACB (2014, 2015)

### Reprezentacja
- Mistrz Europy U–18 (2011)
- Brązowy medalista:
  - olimpijski (2016)[8]
  - mistrzostw Europy (2017)
  - mistrzostw Europy U-20 (2012)
- MVP mistrzostw Europy U-18 (2011)
- Zaliczony do I składu mistrzostw Europy U-18 (2011)
- Uczestnik:
  - mistrzostw świata (2014 – 5. miejsce, 2023 – 9. miejsce[9])
  - igrzysk olimpijskich (2016)